# بنزو(j)فلورانثين
بنزو (j) فلورأنثين (بالإنجليزية : Benzo(j)fluoranthene ) هو هيدروكربون عطري متعدد الحلقات صيغته الكيميائية C20H12 .